# Homoporus texensis
Homoporus texensis är en stekelart som först beskrevs av Girault 1917.  Homoporus texensis ingår i släktet Homoporus och familjen puppglanssteklar. Inga underarter finns listade i Catalogue of Life.